# Уна (Бразилия)
Уна (порт. Una) — муниципалитет на атлантическом побережье Бразилии, входит в штат Баия. Составная часть мезорегиона Юг штата Баия. Входит в экономико-статистический микрорегион Ильеус-Итабуна. Население составляет 36 734 человека на 2006 год. Занимает площадь 1159,525 км². Плотность населения — 31,7 чел./км².

## История
Город основан 2 августа 1890 года.

## Статистика
- Валовой внутренний продукт на 2003 год составлял 79 427 384,00 реалов (данные: Бразильский институт географии и статистики).
- Валовой внутренний продукт на душу населения на 2003 год составлял 2321,08 реалов (данные: Бразильский институт географии и статистики).
- Индекс развития человеческого потенциала на 2000 год составлял 0,608 (данные: Программа развития ООН).